# Elementary OS
elementary OS（エレメンタリー オーエス）は、UbuntuベースのLinuxディストリビューションである。
elementary OSはPantheonデスクトップ環境を普及させるための旗艦となるLinuxディストリビューションであり、これはLinux MintがCinnamonデスクトップ環境を普及させるために取った手法と似ている、Plank（Dockの一種）やMidori（デフォルトのウェブブラウザ）、Scratch（シンプルなテキストエディタ）などのelementary OSアプリケーションと深く統合されている。このディストリビューションはウィンドウマネージャにMutterをベースとした Galaを用いる。
当初このディストリビューションは、Ubuntu用に設計されたテーマとアプリケーションをセットにしたものであったが、後に独自のLinuxディストリビューションに進化した。Ubuntuベースであるため、Ubuntuのソフトウェアリポジトリとパッケージを利用でき、ソフトウェアのインストール/削除にはUbuntuソフトウェアセンターを用いる。ユーザインタフェースは新規ユーザーに直感的であること、多大なリソースを消費しないことを狙いとしている。

## 設計理念
elementary OSプロジェクトは既存のデスクトップ環境で認められた多数の不備を解決することを狙いとしている。つまり:
- ユーザインタフェースの簡素化による全体的な美観の向上
- CやValaで書かれたコアアプリケーションの使用によりソフトウェア依存関係を減らすこと
- 端末へのアクセスの必要を減らすこと

elementary OSはGNUの基本理念 に反するわけではないものの、こうした意図的な設計選択は、ほとんどのGNU/Linuxディストリビューションが志向しているデスクトップ環境の自由な設定・カスタマイズ性からは逸脱している。elementary OSプロジェクトのHuman Interface Guidelinesでは、本格的なカスタマイズよりむしろ、すぐに使用でき、ゆるやかに学習曲線を上っていくこと に焦点を当てている。elementary OSの開発者が自身に定めていた3つの中核となる規則は、「簡潔さ」、「設定不要」、「文書説明の最小化」であった。
elementary OSはその登場時から、視覚性とユーザーエクスペリエンスの双方に関して、設計がmacOSとよく似ているとして、称賛と批判の両方を受けている。

## ソフトウェアコンポーネント
- Pantheon Greeter: LightDMベースのセッションマネージャ[apps 1]
- Wingpanel: GNOME Shellのトップパネルの機能に似たトップパネル[apps 2]
- Slingshot: WingPanelにあるアプリケーションランチャー[apps 3]
- Plank: Dock （Dockyのベース）[apps 4][apps 5]
- Switchboard: 設定アプリケーション（またはコントロールパネル）[apps 6]
- Web: WebKitGTK+ベースのウェブブラウザ[apps 7]
- Mail: Valaで書かれた電子メールクライアント[apps 8]
- Maya: デスクトップカレンダー[apps 9]
- Noise: オーディオプレーヤー[apps 10]
- Scratch: geditやLeafpadと比べてシンプルなテキストエディタ[apps 11]
- Pantheon Terminal: 端末エミュレータ[apps 12]
- Pantheon Files: ファイルマネージャ[apps 13][apps 14]

## インストール
elementary OSは無償の（ただし開発チームへの寄付歓迎）、Live CD/Live USBで配布されており、ユーザーはインストールせずともLive CDかLive USBのどちらかを選んでelementary OSシステムを試すことができる。インストーラはUbuntuやその派生のデフォルトインストーラーのUbiquityである。

## バージョン

### 0.1 Jupiter
elementary OSの最初の安定版はJupiter で、2011年3月31日に公開された。Ubuntu 10.10をベースにしていた。2012年10月でJupiterのサポートは終了し、さらにelementary OS公式ウェブサイトの履歴からもなくなり既にダウンロードできない。

### 0.2 Luna
2012年11月、LunaというコードネームでUbuntu 12.04 LTSをベースとしたelementary OSのベータ第1版がリリースされた。Lunaのベータ第2版が2013年5月6日にリリースされ、300以上のバグ修正と、多言語サポート強化やマルチディスプレイサポート、アプリケーションの更新などいくつかの変更があった。2013年8月7日、2013年8月10日までの時を刻むカウントダウン時計が公式ウェブサイトに現れた。elementary OSの安定第2版であるLunaは8月10日にリリースされ、同時にelementary OSウェブサイトの全面的なメンテナンスとデザイン変更が行われた。

### 0.3 Freya

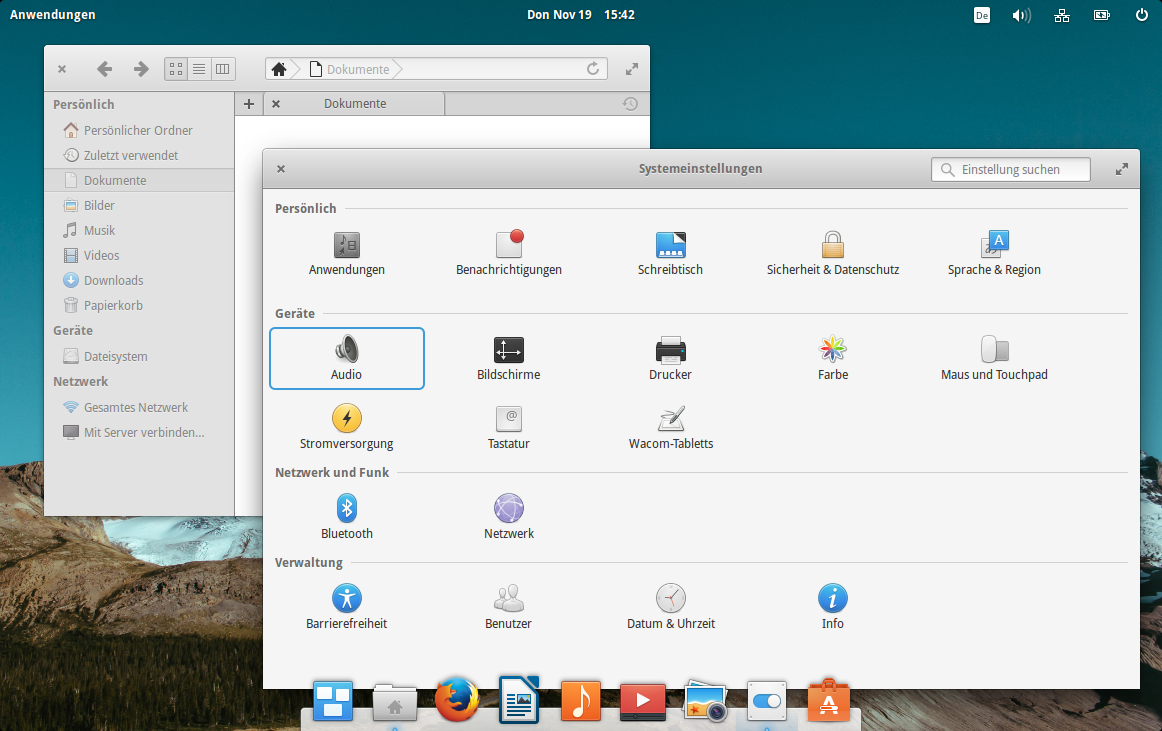
elementary OS 0.3 "Freya"

elementary OSの安定第3版の名前はIsisで、2013年8月にプロジェクトリーダーのDaniel Foréが提案した。名称は後にテロリストグループのISILを想起させないよう、Freyaに変更された。Ubuntu 14.04 LTSをベースとしており、2014年8月にリリースされた。Freyaのベータ第1版は2014年8月11日にリリースされた。ベータ第2版は2015年2月8日にリリースされた。最終バージョンのリリースでは、2015年4月3日からウェブサイトにカウントダウン時計が現れ、同年4月11日にリリースが実施された。

### 0.4 Loki

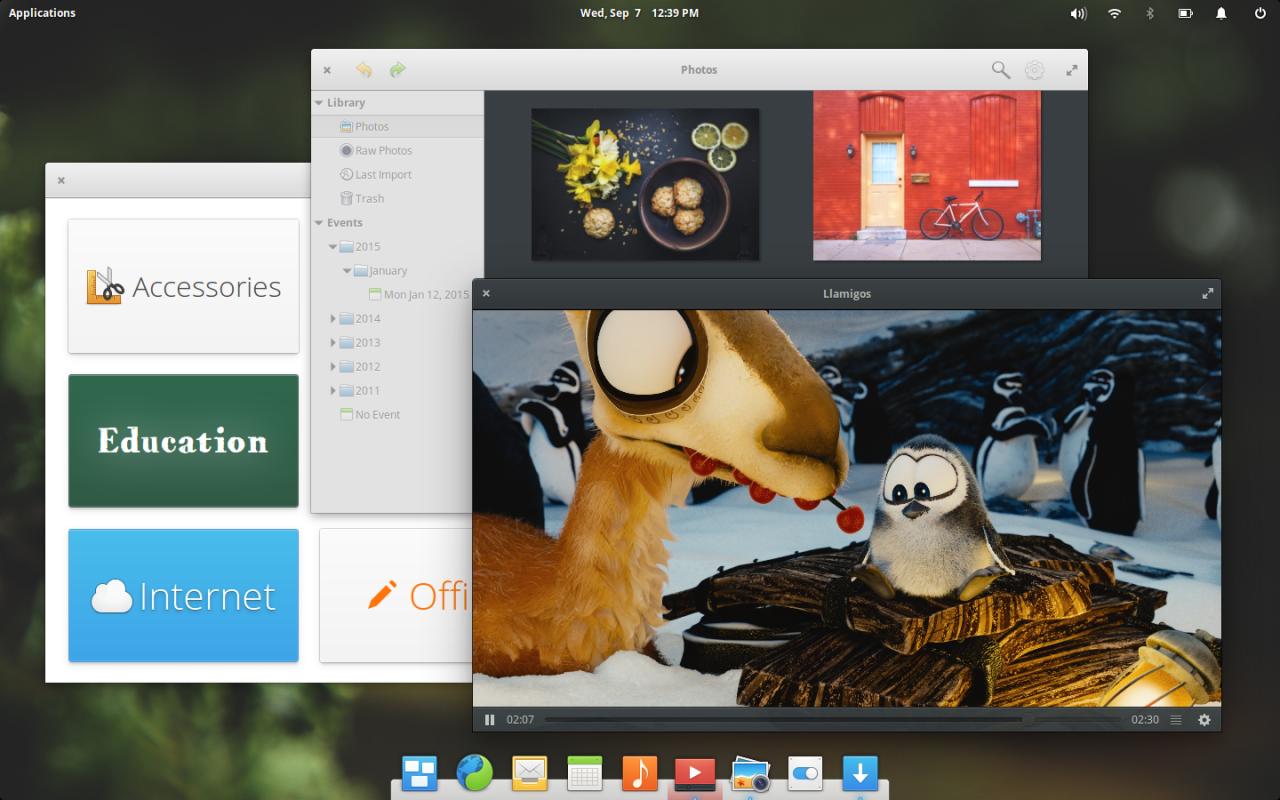
elementary OS 0.4 "Loki"

elementary OS 0.4はLoki というコードネームの現行リリースであり、2016年4月にリリースされたUbuntu 16.04 LTS (Xenial Xerus) をベースとしている。elementary OS 0.4のベータ版は2016年6月13日にリリースされた。Freyaの時と同様、最終版のリリースに先駆けカウントダウン時計が現れた後、最終版は2016年9月9日にリリースされた。

### 5.0 Juno
elementary OS 5.0は、"Juno"のコードネームで知られ、2018年の10月16日にリリースされた。このアップデートでは、AppCenterの"pay-what-you-want"システムが導入され、夜間に画面の色を変えるナイトライト機能が実装された。また、変更可能なウィンドウのタイリングをはじめ、他のPantheonとelementaryアプリケーションの新機能も実装されている。アップデートはまた、新たなハウスキーピング機能を含んでおり、これは一定の間隔ののちに一時的な削除ファイルを取り除くものである。
2018年11月の時点において、Junoは、160,000回以上ダウンロードされた。このうち1%の人びとがelementaryへの支払いを選択している。

### 5.1 Hera

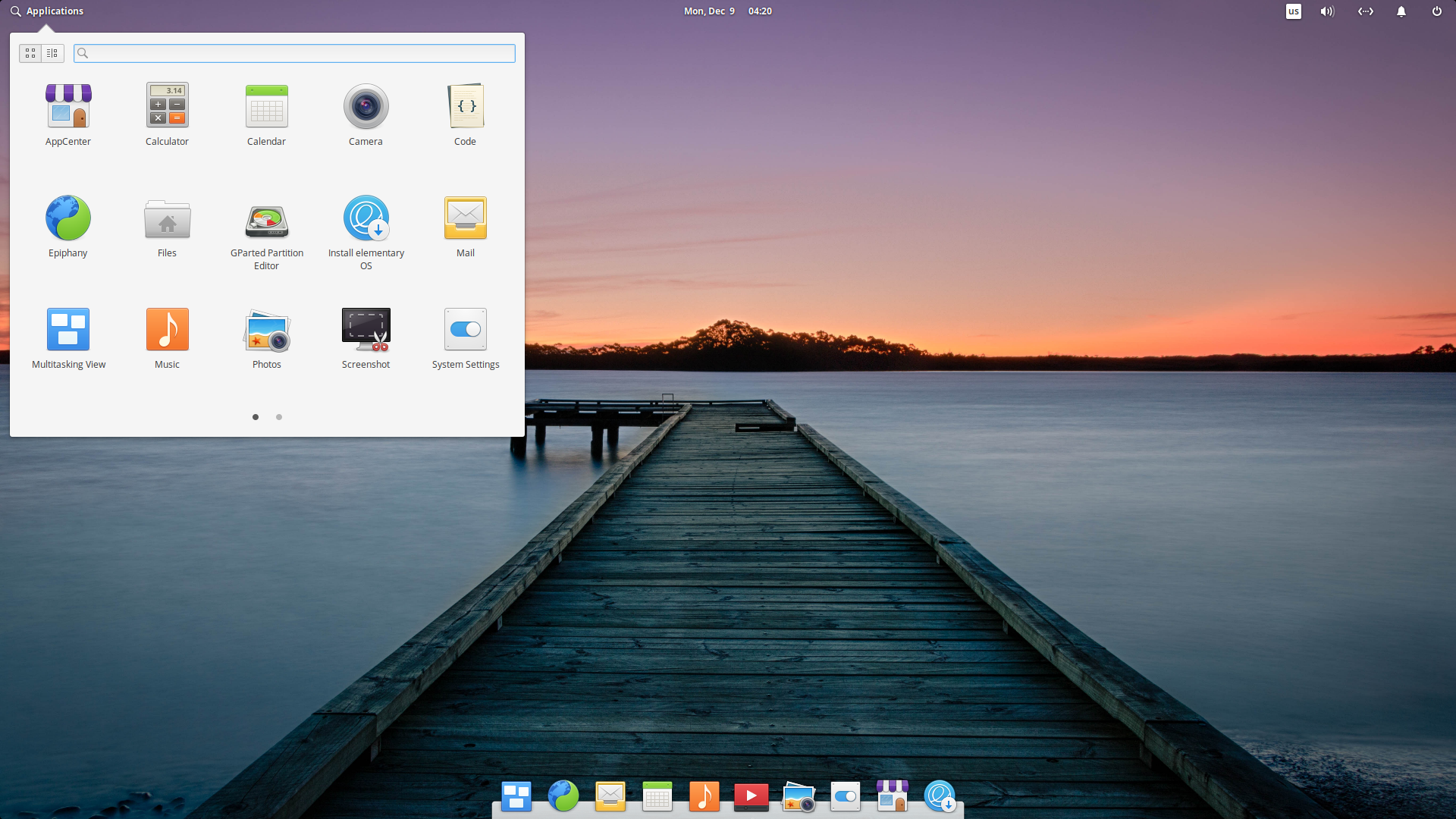
elementary OS 5.1 "Hera"

elementary OS 5.1 "Hera"の開発は、"Juno"のリリース後に開始され、ユーザーエクスペリエンスの改良、パフォーマンスの向上、新機能の導入に重点が置かれた。開発チームは、以前のバージョンに存在していたさまざまなバグや安定性の問題に対処することから始めた。開発チームはシステム パフォーマンスの向上とリソース使用の最適化に重点を置き、全体的なエクスペリエンスをよりスムーズにした。"Hera"の重要な目標の 1 つは、elementary OS の応答性と効率性をさらに高めることであった。
ビジュアル面の改善に関しては、チームは既存のデスクトップ環境 Pantheon とそれに付随するアプリケーションを改良した。デザイン言語がさらに洗練され、システム全体でより洗練され、一貫性のある外観になった。いくつかのシステムアイコンとスタイルが更新され、外観はより洗練されたものとなった。
Files (旧称 Nautilus) ファイル マネージャーは、パフォーマンスの向上とインターフェイスの簡素化により、開発中に注目を集めた。さらに、開発チームは改良されたアプリケーションメニューを導入し、インストールされたソフトウェアのナビゲートと検索を容易にした。

### 6.0 Odin

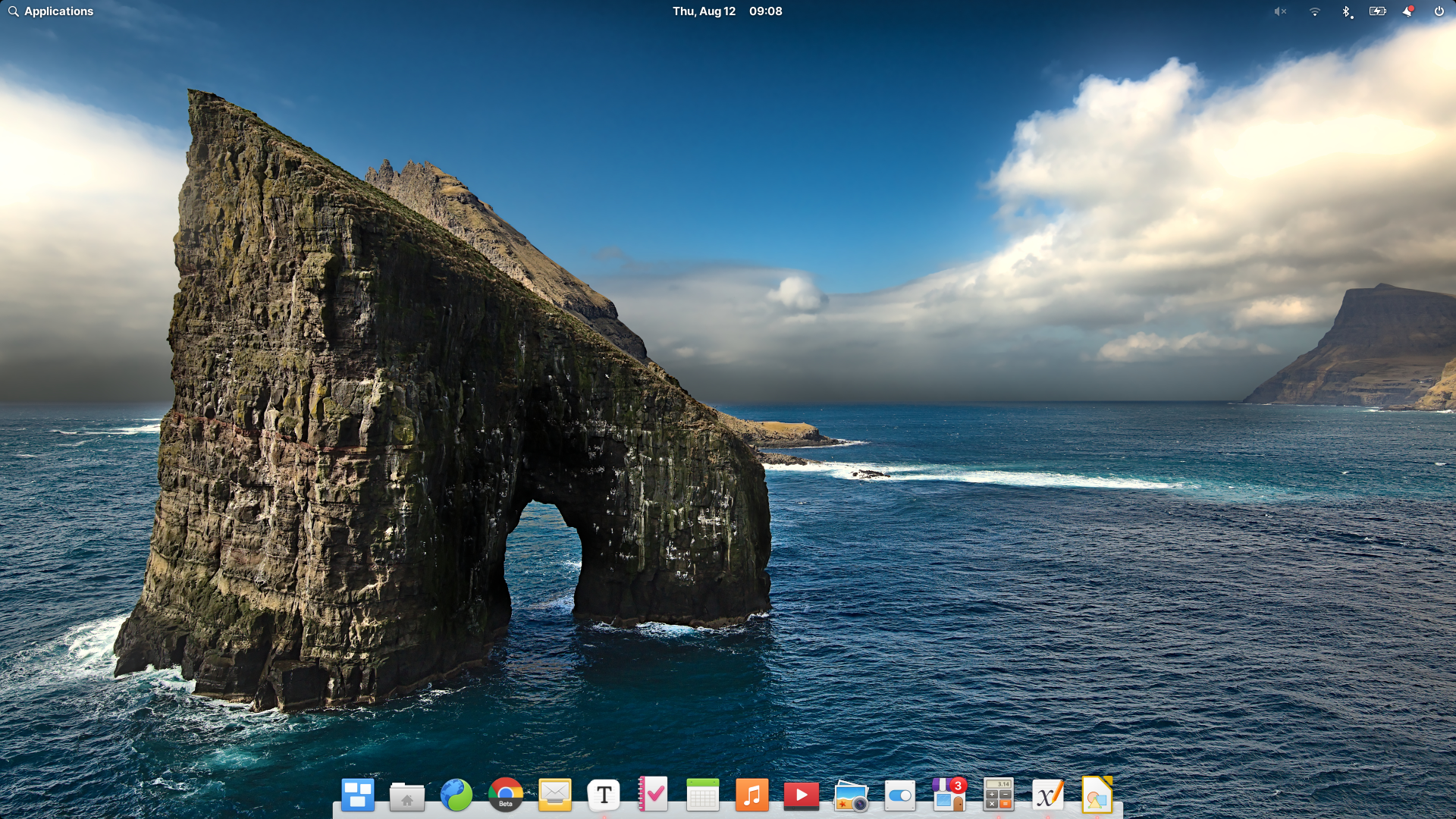
elementary OS 6.0 "Odin"

elementary OS 6.0は2021年8月10日にコードネーム"Odin"でリリースされ、5.1 "Hera"をベースに、ダークスタイルやアクセントカラーの変更機能、通知処理の改善、新しい通知センター、電子メールとカレンダー用のIMAPとCalDAVなどのオンラインアカウント、アプリの切り替えと複数のデスクトップ用のマルチタッチジェスチャ、新しいインストーラー、ファームウェア更新アプリなどの新機能が追加された。

## バージョン表
| バージョン                               | コードネーム | リリース日     | ベース                    |
| ---------------------------------------- | ------------ | -------------- | ------------------------- |
| 0.1                                      | Jupiter      | 2011年3月31日  | Ubuntu 10.10              |
| 0.2                                      | Luna         | 2013年8月10日  | Ubuntu 12.04 LTS          |
| 0.3                                      | Freya        | 2015年8月11日  | Ubuntu 14.04 LTS          |
| 0.3.1                                    | Freya        | 2015年9月3日   | Ubuntu 14.04 LTS          |
| 0.3.2                                    | Freya        | 2015年12月9日  | Ubuntu 14.04 LTS          |
| 0.4                                      | Loki         | 2016年9月9日   | Ubuntu 16.04 LTS          |
| 0.4.1                                    | Loki         | 2017年05月17日 | Ubuntu 16.04.2 LTS        |
| 5.0                                      | Juno         | 2018年10月16日 | Ubuntu 18.04 LTS          |
| 5.1                                      | Hera         | 2019年12月3日  | Ubuntu 18.04 LTS (bionic) |
| 6.0                                      | Odin         | 2021年8月10日  | Ubuntu 20.04 LTS (focal)  |
| 6.1                                      | Jólnir       | 2021年12月20日 | Ubuntu 20.04 LTS (focal)  |
| 7                                        | Horus        | 2023年1月31日  |                           |
| 凡例サポート終了サポート中現行バージョン |              |                |                           |

## 論争
2015年、elementary OSの開発者はダウンロードページを変更し、最新の安定版のHTTP直接ダウンロードを提供する前に金額を入力するページをデフォルトで表示した。実際にはユーザーの寄付額は任意で、また無償でもよいにもかかわらず、このように表示するのは一般的にFOSSディストリビューションの基本理念に沿うものとはみなされないとして議論が巻き起こった。elementary OSチームは「ユーザーの約99.875%は無料でダウンロードしている」と弁明し、デフォルトでの金額入力はディストリビューションの開発継続を保障するための手段として正当なものと主張した。

### アプリ
1. ↑  “Pantheon Login Screen in Launchpad”.   Launchpad.net. 2013年8月11日閲覧。
2. ↑  “Wingpanel in Launchpad”.   Launchpad.net. 2013年8月11日閲覧。
3. ↑  “Slingshot in Launchpad”.   Launchpad.net. 2013年8月11日閲覧。
4. ↑  “Plank in Launchpad”.   Launchpad.net. 2013年8月11日閲覧。
5. ↑  “Plank readme”.   Launchpad.net (2011年1月23日). 2013年8月11日閲覧。
6. ↑  “Switchboard in Launchpad”.   Launchpad.net. 2013年8月11日閲覧。
7. ↑  “Epiphany Browser”.   Launchpad.net. 2016年9月12日閲覧。
8. ↑  “Mail is an email client for elementary OS”.   Launchpad.net. 2016年9月12日閲覧。
9. ↑  “Maya in Launchpad”.   Launchpad.net. 2013年8月11日閲覧。
10. ↑  “Noise in Launchpad”.   Launchpad.net. 2013年8月11日閲覧。
11. ↑  “Scratch in Launchpad”.   Launchpad.net. 2013年8月11日閲覧。
12. ↑  “Pantheon Terminal in Launchpad”.   Launchpad.net. 2013年8月11日閲覧。
13. ↑  “Files in Launchpad”.   Launchpad.net. 2013年8月11日閲覧。
14. ↑  “Pantheon Files readme”.   Launchpad.net (2010年11月8日). 2013年8月11日閲覧。